# Metzgar Nunatak
Metzgar Nunatak är en nunatak i Antarktis. Den ligger i Västantarktis. Argentina, Chile och Storbritannien gör anspråk på området. Toppen på Metzgar Nunatak är 1 700 meter över havet.
Terrängen runt Metzgar Nunatak är huvudsakligen platt, men norrut är den kuperad. Terrängen runt Metzgar Nunatak sluttar norrut. Trakten är obefolkad. Det finns inga samhällen i närheten.